# أرشك الأول ملك فرثية
كان أَرْشَك الْأَوَّل (بلغة فرثية: 𐭀𐭓𐭔𐭊 Arshak؛ بالفارسية الحديثة: اَرشَک؛ والمعروف أيضًا باسم أَشْك الْأَوَّل في الكتب القديمة؛ بالفارسية: اَشک) أول ملك على فرثية، امتد حكمه من 247 قبل الميلاد إلى 217 قبل الميلاد. أسس السلالة الأرشكية التي حكمت فرثية وتكنت باسمه. أسس أرشك، زعيم البارني، إحدى القبائل الثلاث التي شكلت اتحاد داهاي، سلالته في منتصف القرن الثالث قبل الميلاد عندما غزا مقاطعة فرثية (تتقاسمها تركمانستان وإيران اليوم) وأخذ السلطة من أندراغوراس، الذي تمرد على الإمبراطورية السلوقية. كرس أرشك ما تبقى من عهده في تعزيز هيمنته على المنطقة، ونجح في إيقاف المساعي السلوقية لاستعادة فرثية. ونظرًا لإنجازات أرشك، فقد أصبح شخصية مشهورة بين ملوك السلالة الأرشكية، الذين استخدموا اسمه بمثابة تشريف ملكي. وكان أرشك عند وفاته، قد وضع أسس دولة قوية، تحولت في النهاية إلى إمبراطورية تحت حكم خليفته من الجيل الرابع، مهرداد الأول، الذي اتخذ لقب ملك الملوك، لقبٌ ملكي قديم ظهر في الشرق الأدنى. تولى أرشك الثاني الحكم خلفًا لوالده أرشك الأول.
تندر المصادر الأدبية التي تتحدث عن أرشك، واحتكرت على روايات إغريقية ورومانية متناقضة، كُتبت بعد قرون من وفاته. ونتيجة لذلك، فإن عهده مجهول إلى حد ما. لدرجة أن الباحثين المعاصرين شككوا في وجوده، حتى جاءت الدراسات والاكتشافات الأثرية الجديدة التي أكدت هويته في ستينيات القرن العشرين.

## أحداث سابقة لحكمه
تتباين المصادر المتعلقة بأرشك تباينًا كبيرًا. ويأتي معظم ما يُعرف عنه من المصادر الإغريقية والرومانية، التي كانت مناوئة له ولسلالته بسبب الحروب الرومانية الفرثية اللاحقة. وفي التاريخ الوطني الإيراني، يُنسب أصله إلى العديد من الشخصيات الأسطورية، مثل كونه سليلٌ لكاي كوباد، أو كاي أراش، أو دارا بن هوماي، أو أراش، شخصية رامي السهام البطولية. يأتي ربط أرشك بأراش من تشابه اسميهما وصور أرشك التي تحاكي رامي السهام والمنقوشة على العملات التي سكها. ووفقًا للمؤرخ الروماني أميانوس مارسيليانوس، كان أرشك شخصية خارجة عن القانون ذات مولد قليل الحظ، غزا فرثية واحتلها، مما أسفر عن مقتل الساتراب أندراغوراس، الذي أعلن مؤخرًا الاستقلال عن الإمبراطورية السلوقية الهلنستية.
وكانت نظرية الجغرافي اليوناني سترابو من بين النظريات الأكثر قبولًا: فوفقًا له، كان أرشك زعيمًا سكوثيًا أو باختريًا، ثم أصبح زعيمًا للبارني، إحدى القبائل الثلاث التي شكلت اتحاد داهاي في آسيا الوسطى. واعتمدت قوة الداهاي بالكامل على امتطاء الجياد، وبالتالي امتلكوا قوة ذات قابلية عالية للحركة والتنقل، مكنتهم من التراجع إلى جنوب بحر آرال عند تعرضهم للخطر. وبسبب هذا، واجهت الإمبراطوريات الأخرى صعوبات في مساعيها للسيطرة عليهم.
استقر الداهاي في الأصل بين ضفاف نهر سيحون في القرن الرابع قبل الميلاد، لكنهم انتقلوا تدريجيًا نحو الجنوب، لربما في مطلع القرن الثالث قبل الميلاد. هاجروا بدايةً نحو الجنوب الشرقي إلى باختريا، ولكنهم طُردوا منها، فغيروا مسارهم غربًا. بدأوا بالاستقرار رويدًا رويدًا في فرثية، منطقة تقع في الجزء الجنوبي الشرقي من بحر قزوين، وتتوافق تقريبًا مع إقليم خراسان الحالي في إيران وجنوب تركمانستان. وكانت المنطقة آنذاك تحت حكم السلوقيين. وبحلول عام 282/281 قبل الميلاد، خضعت فرثية لسطوة البارنيين. ولم يتفرد البارنيون بالهجرة إلى فرثية، حيث كانت المنطقة تستقبل باستمرار موجات جديدة من المهاجرين الإيرانيين من الشمال.
كانت قبيلة البارني قبيلة إيرانية شرقية تتبع الدين الوثني الإيراني. بيد أنه بحلول منتصف القرن الثالث قبل الميلاد، اندمجوا ضمن الثقافة الفرثية المحلية؛ اعتمدوا اللغة الفرثية، لغة شمال غرب إيران، وأصبحوا من أتباع الديانة الزرادشتية، حتى أنهم أطلقوا على أنفسهم أسماء زرادشتية، كوالد أرشك، فريابيتس، الذي اشتق اسمه من اللغة الأوستية، فريا بيتا («الأب العاشق»). ومن المحتمل أن أرشك نفسه قد ولد ونشأ في فرثية، ويتحدث اللغة الفرثية. ووفقًا للمؤرخ الفرنسي جيروم غاسلين، من المحتمل أن يكون أرشك قد أمضى معظم حياته في الأراضي السلوقية، ولربما كان ينتمي إلى النخبة المحلية في فرثية.
كثيرًا ما خدم الداهاي بصفتهم رماة سهام خيالة في جيوش الحكام الإغريق، بدءًا من الإسكندر الأكبر المقدوني (حكم من 336 إلى 323 قبل الميلاد) وصولًا إلى السلوقي أنطيوخوس الثالث الأعظم (حكم من 222 إلى 187 قبل الميلاد). وهذا يعني أن أرشك، الذي يوصف في السجلات الكلاسيكية بأنه «جندي ذو خبرة»، كان على الأرجح من المرتزقة في عهد الحكام السلوقيين أو قادتهم.

## عهده

### تبوؤ الحكم والحروب
في نحو عام 250 قبل الميلاد، استولى أرشك وأتباعه البارنيون على قوتشان، التي تقع بالقرب من وادي أترك. وبعد بضع سنوات، لربما في نحو عام 247 قبل الميلاد، توج أرشك ملكًا في آشاك، المدينة التي أسسها، والتي باتت المقبرة الملكية الأرشكية. ويُفترض عمومًا أن تتويجه في آشاك يمثل بداية السلالة الأرشكية. وفي نحو عام 245 قبل الميلاد، أعلن أندراغوراس، حاكم مقاطعة فرثية السلوقية، استقلاله عن الملك السلوقي سلوقس الثاني كالينيكوس (حكم من 146 إلى 225 قبل الميلاد)، وجعل منها مملكة مستقلة. وبعد انفصال فرثية عن الإمبراطورية السلوقية وما نتج عن ذلك من خسارةٍ للدعم العسكري السلوقي، واجه أندراغوراس صعوبة في الدفاع عن حدوده، وفي نحو 238 قبل الميلاد - تحت قيادة أرشك وشقيقه تيرداد الأول، غزا البارنيون فرثية وسلبوا أستابين (أستاوا) من أندراغوراس، وتحديدًا الجزء الشمالي من تلك المنطقة، التي كانت قوتشان عاصمتها الإدارية.
وبعد فترة وجيزة، سلب البارنيون بقية فرثية من أندراغوراس، الذي قُتل خلال هذه العملية. وبغزو الإقليم، أصبح الأرشكيون معروفين باسم الفرثيين في المصادر اليونانية والرومانية. استُخدم هذا المصطلح باستمرار من قِبل المؤلفين الغربيين المعاصرين أيضًا، لكن، وفقًا للمؤرخ المعاصر ستيفان آر. هاوزر، «فيجب التخلي عنه لأنه ينقل فكرة خاطئة عن طبقة حاكمة اثنية داخل مجتمع متعدد الإثنيات واللغات». وسرعان ما احتل البارنيون أيضًا منطقة هيركانيا المجاورة. وشن السلوقيون بقيادة سلوقس الثاني في 228 قبل الميلاد حملة عسكرية لمحاولة استرداد هذه المناطق، فشكلت حملتهم صعوبات أمام أرشك، الذي كان، بالتزامن مع ذلك، في حالة حرب مع الحاكم الإغريقي الباختري ديودوتس الثاني (حكم من 239 إلى 220 قبل الميلاد). وبهدف تجنب القتال على جبهتين، أبرم أرشك معاهدة سلام مع ديودوتس الثاني.
بيد أنه لم يتمكن من إيقاف الحملة السلوقية واضطر إلى مغادرة فرثية والتوجه إلى آسيا الوسطى، حيث لجأ إلى شعب الأباسيكي. لم يدم الغزو السلوقي طويلًا؛ أُجبر سلوقس الثاني على مغادرة فرثية بسبب مشاكل دائرة في الأجزاء الغربية من الإمبراطورية السلوقية، مما منح أرشك الفرصة لاستعادة أراضيه المفقودة، وعلى الأرجح توسيع هيمنته جنوبًا أيضًا. وفي الواقع، لربما كان انسحاب أرشك لعند الأباسيكي خطوة استراتيجية، بما أن سلوقس الثاني لم يمتلك الموارد اللازمة لملاحقته ولا الوقت لإبرام معاهدة سلام. أبرم أرشك أيضًا تحالفًا مع الإغريق الباختريين، مما يؤكد أن الاتصال بين القوتين قد تحقق على الأرجح منذ فترة طويلة. ووفقًا للمؤرخ الروماني جاستن، فإن أرشك «نظم الحكومة الفرثية، وجند القوات العسكرية، وشيد الحصون، وعزز مدنه». وعدا عن آشاك، فقد أسس مدينة دارا أيضًا في جبل زابارتينون، إحدى المناطق في فرثية. استُخدمت نيسا، التي أسسها أرشك أيضًا، مقر إقامة ملكي للأرشكيين حتى القرن الأول قبل الميلاد.

### خليفته
ظل خط خلافة أرشك، وإلى حد ما صحة الوقائع التاريخية المتعلقة به، غير واضح على مدار فترة طويلة. كان جان فوي - فايان الباحث الذي طرح في 1725 الرواية المستنكرة اليوم عن تأسيس السلالة الأرشكية على يد أرشك وشقيقه تيرداد، اللذان قادا البارنيين في الثورة معًا. واعتقد هو وأجيال من الباحثين أنه بعد وفاة أرشك، خلفه تيرداد ملكًا على السلالة الأرشكية. أدت هذه الاعتقادات إلى تشكل بعضٍ من النظريات المختلفة، بما فيها تلك التي اعتبرت أرشك شخصية أسطورية، بينما نسبت تأسيس السلالة الأرشكية إلى تيرداد.
وبين عامي 1957 و1962، نشر جوزيف ولسكي سلسلة من المقالات ذات وجهة نظر معاكسة: فقد اعتبر أرشك المؤسس الفعلي للسلالة الأرشكية، وتيرداد شخصية أسطورية. دعم معظم الباحثين هذه النظرية منذ ذلك الحين - مع اختلافات طفيفة - حتى جاء تأكيدها من خلال اكتشاف شقفة أثرية في نيسا تحمل اسم أرشك. علاوة على ذلك، أدت المعلومات الخاصة بالمسكوكات والتحليل الحديث للمصادر إلى استنتاج مفاده أن شخصية تيرداد خيالية بالفعل، وأن أرشك استمر في الحكم حتى وفاته عام 217 قبل الميلاد، ليخلفه نجله أرشك الثاني.

## معلومات المراجع كاملة

### أعمال قديمة
- Isidore of Charax. Parthian Stations.
- Justin, Epitome of the Philippic History of Pompeius Trogus.
- أميانوس مارسيليانوس, Res Gestae.
- إسطرابون, Geographica.

### أعمال حديثة
- Axworthy, Michael (2008). A History of Iran: Empire of the Mind (بالإنجليزية). New York: Basic Books. pp. 1–368. ISBN:978-0-465-00888-9.
- Boyce, Mary (1984). Zoroastrians: Their Religious Beliefs and Practices (بالإنجليزية). Psychology Press. pp. 1–252. ISBN:9780415239028. Archived from the original on 2023-08-13.
- Frye, Richard Nelson (1984). The History of Ancient Iran (بالإنجليزية). C.H.Beck. pp. 1–411. ISBN:9783406093975. false.
- Boyce، M. (1986). "Arsacids iv. Arsacid religion". في Yarshater، Ehsan (المحرر). Encyclopædia Iranica, Volume II/5: Armenia and Iran IV–Art in Iran I. London and New York: Routledge & Kegan Paul. ص. 540–541. ISBN:978-0-71009-105-5.
- Curtis, Vesta Sarkhosh (2007). "The Iranian Revival in the Parthian Period". In Curtis, Vesta Sarkhosh; Stewart, Sarah (eds.). The Age of the Parthians: The Ideas of Iran (بالإنجليزية). London & New York: I.B. Tauris & Co Ltd., in association with the London Middle East Institute at SOAS and the British Museum. Vol. 2. pp. 7–25. ISBN:978-1-84511-406-0.
- Dąbrowa, Edward (2012). "The Arsacid Empire". In Daryaee, Touraj (ed.). The Oxford Handbook of Iranian History (بالإنجليزية). Oxford University Press. pp. 1–432. ISBN:978-0-19-987575-7. Archived from the original on 2019-01-01. Retrieved 2019-01-13.
- Foltz, Richard (2013). Religions of Iran: From Prehistory to the Present (بالإنجليزية). Oneworld Publications. pp. 1–368. ISBN:9781780743097. Archived from the original on 2024-12-13.
- Gaslain, Jérôme (2016). "Some Aspects of Political History: Early Arsacid Kings and the Seleucids". In Curtis, Vesta Sarkhosh; Pendleton, Elizabeth J.; Alram, Michael; Daryaee, Touraj (eds.). The Parthian and Early Sasanian Empires: Adaptation and Expansion (بالإنجليزية). Oxbow Books. ISBN:9781785702082.
- Ghodrat-Dizaji, Mehrdad (2016). "Remarks on the Location of the Province of Parthia in the Sasanian Period". In Curtis, Vesta Sarkhosh; Pendleton, Elizabeth J.; Alram, Michael; Daryaee, Touraj (eds.). The Parthian and Early Sasanian Empires: Adaptation and Expansion (بالإنجليزية). Oxbow Books. ISBN:9781785702082.
- Hauser, Stefan R. (2013). "The Arsacids (Parthians)". In Potts, Daniel T. (ed.). The Oxford Handbook of Ancient Iran (بالإنجليزية). Oxford University Press. pp. 728–751. ISBN:9780190668662. Archived from the original on 2024-11-21.
- Kia, Mehrdad (2016). The Persian Empire: A Historical Encyclopedia [2 volumes] (بالإنجليزية). ABC-CLIO. ISBN:978-1610693912. Archived from the original on 2022-06-10.
- Hoover, Oliver D. (2009). Handbook of Syrian Coins: Royal and Civic Issues, Fourth to First Centuries BC [The Handbook of Greek Coinage Series, Volume 9] (بالإنجليزية). Lancaster/London: Classical Numismatic Group.
- Olbrycht, Marek Jan (2021). Early Arsakid Parthia (ca. 250-165 B.C.) (بالإنجليزية). Brill. ISBN:978-9004460751. Archived from the original on 2024-10-09.
- Pourshariati، Parvaneh (2017). "Kārin". في Yarshater، Ehsan (المحرر). Encyclopædia Iranica, Online Edition. Encyclopædia Iranica Foundation.
- Pourshariati, Parvaneh (2008). Decline and Fall of the Sasanian Empire: The Sasanian-Parthian Confederacy and the Arab Conquest of Iran (بالإنجليزية). London and New York: I.B. Tauris. ISBN:978-1-84511-645-3. Archived from the original on 2025-01-08.
- Rezakhani, Khodadad (2013). "Arsacid, Elymaean, and Persid Coinage". In Potts, Daniel T. (ed.). The Oxford Handbook of Ancient Iran (بالإنجليزية). Oxford University Press. ISBN:978-0199733309.
- Schippmann، K. (1986). "Arsacids ii. The Arsacid dynasty". في Yarshater، Ehsan (المحرر). Encyclopædia Iranica, Volume II/5: Armenia and Iran IV–Art in Iran I. London and New York: Routledge & Kegan Paul. ص. 525–536. ISBN:978-0-71009-105-5.
- Schmitt، R. (1985). "Apasiacae". في Yarshater، Ehsan (المحرر). Encyclopædia Iranica, Volume II/2: Anthropology–ʿArab Moḥammad. London and New York: Routledge & Kegan Paul. ص. 151–152. ISBN:978-0-71009-102-4.
- Shahbazi، A. Sh. (1986). "Arsacids i. Origins". في Yarshater، Ehsan (المحرر). Encyclopædia Iranica, Volume II/5: Armenia and Iran IV–Art in Iran I. London and New York: Routledge & Kegan Paul. ص. 525. ISBN:978-0-71009-105-5.
- Sinisi, Fabrizio (2012). "The Coinage of the Parthians". In Metcalf, William E. (ed.). The Oxford Handbook of Greek and Roman Coinage (بالإنجليزية). Oxford University Press. ISBN:978-0195305746.
- Foy-Vaillant, Jean (1725). Arsacidarum imperium, sive, Regum Parthorum historia : ad fidem numismatum accommodata (بالإنجليزية). Paris. Vol. 1.
- Weiskopf، Michael (1993). "Dārā (city)". في Yarshater، Ehsan (المحرر). Encyclopædia Iranica, Volume VI/6: Daf(f) and Dāyera–Dārā. London and New York: Routledge & Kegan Paul. ص. 671–672. ISBN:978-1-56859-004-2.
- Wolski, Józef (Apr 1959). "L'Historicité d'Arsace Ier". Historia: Zeitschrift für Alte Geschichte (بالفرنسية). 8 (2): 222–238. JSTOR:4434614.
- Wolski, Józef (Apr 1962). "Arsace II et la Généalogie des Premiers Arsacides". Historia: Zeitschrift für Alte Geschichte (بالفرنسية). 11 (2): 138–145. JSTOR:4434737.